# Bardariotes
Els bardariotes (en grec medieval Βαρδαριῶται "Bardariōtai"), eren un grup ètnic i territorial (probablement d'origen magiar) que van proporcionar, cap al final de l'Imperi Romà d'Orient, un regiment de guàrdies del Palau, als segles xii i xiii.
No es coneix l'origen exacte ni la naturalesa dels bardariotes. El nom es troba per primera vegada al segle x, quan el bisbat dels "bardariotes, per cert turcs" (Βαρδαιωτῶν ἤτοι Τούρκων) es menciona com a existent a la diòcesi de Tessalònica. A mitjans del segle xiv l'escriptor Jordi Codí els anomena "perses" referint-se a la seva ètnia, un arcaisme romà d'Orient per referir-se als "turcs", i recorda que van ser ubicats a la vall del riu Vàrdar per un emperador desconegut. Sembla que en ambdós casos, "turcs" probablement es referia als magiars, anomenats "Tourkoi" a l'Imperi Romà d'Orient durant els segles x i xi. Així doncs, els bardariotes haurien estat magiars assentats a Macedònia durant el segle x, i s'haurien convertit al cristianisme a finals del mateix segle.
Al segle xii, els bardariotes, que ja havien diluït la seva identitat magiar, van ser reclutats a l'exèrcit romà d'Orient i més endavant, a la última part del regnat de Manuel I Comnè (r. 1143-1180), van formar un regiment a part a la guàrdia del Palau imperial. Les seves funcions, almenys durant el període dels Paleòlegs, sembla que eren més les d'una força policial que les d'una unitat militar. Jordi Codí no els cataloga com a membres de la guàrdia, sinó com a personal del Palau, sense armes, i diu que la seva obligació era la de "mantenir l'ordre entre les persones" durant les cerimònies. A diferencia dels soldats armats de la guàrdia varega, només anaven equipats amb un fuet (el manglabion) i un bastó (el dekanikion). Codí també registra que portaven com a distintius uniformes vermells i un barret "persa" anomenat angouroton ("amb forma de cogombre"), i que el fuet, penjat al cinturó, era el seu símbol. Aquesta última referencia ha donat lloc a la hipòtesi que els bardariotes van sorgir com a substituts dels manglabites, una guàrdia personal de l'emperador que també anava armada de fuets. Els manava un primicer, càrrec conegut des de l'any 1166. L'historiador del segle xiii Jordi Acropolita afegeix que els bardariotes acompanyaven l'emperador al seu campament militar quan estava en campanya.